# Az Újpest FC 2003–2004-es szezonja
Az Újpest FC 2003–2004-es szezonja szócikk az Újpest FC első számú férfi labdarúgócsapatának egy szezonjáról szól, mely sorozatban a 92., összességében pedig a 98. idénye volt a csapatnak a magyar első osztályban. A klub fennállásának ekkor volt a 118. évfordulója.

## Mérkőzések
| Színmagyarázat | Színmagyarázat |
| -------------- | -------------- |
|                | Győzelem.      |
|                | Döntetlen.     |
|                | Vereség.       |

### Arany Ászok Liga 2003–04

#### Őszi fordulók
| 1. forduló 2003. július 28. 18:00 |

| Újpest                               | 3 – 1               | Debreceni VSC                                            |
| ------------------------------------ | ------------------- | -------------------------------------------------------- |
| Kovács 10' 81' Farkas 26' Urbán 20'< | (2 – 0) Jegyzőkönyv | Tamási 79' (öngól) Dombi 40' Selymes 51′, 86′ Éger 90+1' |

| Megyeri út, Budapest Nézőszám: 4 000 Játékvezető: Ábrahám Attila (magyar) |

| 2. forduló 2003. augusztus 2. |

| Újpest     | 1 – 3   | FC Sopron                                                |
| ---------- | ------- | -------------------------------------------------------- |
| Szanyó 43' | (1 – 1) | Baumgartner 26' Sira 55' Balaskó 77' Tóth 14' Bagoly 36' |

| Megyeri út, Budapest Nézőszám: 3 858 Játékvezető: Sápi Csaba (magyar) |

| 3. forduló 2003. augusztus 9. |

| Újpest                  | 2 – 0   | Zalaegerszegi TE                                  |
| ----------------------- | ------- | ------------------------------------------------- |
| Kovács 15' 82' Erős 23' | (1 – 0) | Molnár 14′, 61′ Balog 51' Szamosi 57' Kenesei 57' |

| Megyeri út, Budapest Nézőszám: 2 815 Játékvezető: Hajdó Attila (magyar) |

| 4. forduló 2003. augusztus 24. |

| Pécsi MFC                     | 1 – 1   | Újpest                         |
| ----------------------------- | ------- | ------------------------------ |
| Horváth Gy. 30' Pavičević 41' | (1 – 0) | Szanyó 62' Juhár 23' Simek 78' |

| PMFC Stadion, Pécs Nézőszám: 7 500 Játékvezető: Megyebíró János (magyar) |

| 5. forduló 2003. szeptember 1. |

| Újpest                                              | 1 – 1               | Ferencváros                                |
| --------------------------------------------------- | ------------------- | ------------------------------------------ |
| Simek 10' Erős 5' Tamási 54' Vanczák 77' Farkas 86' | (1 – 0) Jegyzőkönyv | Gera 61' (11-esből) Lipcsei 30' Bognár 73' |

| Megyeri út, Budapest Nézőszám: 4 000 Játékvezető: Kassai Viktor (magyar) |

| 6. forduló 2003. szeptember 13. |

| Győri ETO      | 0 – 0   | Újpest               |
| -------------- | ------- | -------------------- |
| Aranitović 35' | (0 – 0) | Kovács 2' Tamási 66' |

| Rába ETO Stadion, Győr Nézőszám: 3 000 Játékvezető: Juhos Attila (magyar) |

| 7. forduló 2003. szeptember 20. |

| Újpest                                 | 0 – 0   | Haladás                             |
| -------------------------------------- | ------- | ----------------------------------- |
| Tamási 10′, 11′ Farkas 35' Szélesi 85' | (0 – 0) | Szabó 23' Horváth 23′, 57′ Tóth 87' |

| Megyeri út, Budapest Nézőszám: 2 842 Játékvezető: Makai János (magyar) |

| 8. forduló 2003. szeptember 27. |

| BFC Siófok | 1 – 0   | Újpest    |
| ---------- | ------- | --------- |
| Csordás 6' | (1 – 0) | Simek 27' |

| Révész Géza utcai stadion, Siófok Nézőszám: 3 000 Játékvezető: Solymosi Péter (magyar) |

| 9. forduló 2003. október 4. |

| Újpest                             | 1 – 2   | Videoton                                             |
| ---------------------------------- | ------- | ---------------------------------------------------- |
| Szanyó 80' 5' Simek 29' Kovács 72' | (0 – 1) | Hercegfalvi 26' Medveď 75' 77' Tudor 80' Horváth 90' |

| Megyeri út, Budapest Nézőszám: 2 745 Játékvezető: Dubraviczky Attila (magyar) |

| 10. forduló 2003. október 19. |

| Előre FC Békéscsaba | 0 – 1   | Újpest                           |
| ------------------- | ------- | -------------------------------- |
|                     | (0 – 1) | Tamási 7' Vlaszák 28' Kovács 45' |

| Kórház utcai stadion, Békéscsaba Nézőszám: 4 000 Játékvezető: Bede Ferenc (magyar) |

| 11. forduló 2003. október 25. |

| Újpest                               | 1 – 1   | MTK Hungária                          |
| ------------------------------------ | ------- | ------------------------------------- |
| Simek 26' 34' Rajczi 65' Szélesi 67' | (1 – 0) | Illés 79' Jezdimirović 58' Pisont 71' |

| Megyeri út, Budapest Nézőszám: 2 536 Játékvezető: Szabó Zsolt (magyar) |

| 12. forduló 2003. október 31. 18:00 |

| Debreceni VSC                                                     | 3 – 3               | Újpest                                                                                |
| ----------------------------------------------------------------- | ------------------- | ------------------------------------------------------------------------------------- |
| Nikolov 40' Éger 66' (11-esből) Selymes 71' Szekeres 42' Habi 75' | (1 – 2) Jegyzőkönyv | Kovács 10' 69' Erős 37' Juhár 16' Vanczák 38′, 65′ Simek 42' Polonkai 50' Szélesi 88' |

| Oláh Gábor utcai stadion, Debrecen Nézőszám: 5 000 Játékvezető: Megyebíró János (magyar) |

| 13. forduló 2003. november 8. |

| FC Sopron           | 1 – 1   | Újpest                        |
| ------------------- | ------- | ----------------------------- |
| Tóth 81' Bagoly 70' | (0 – 0) | Rajczi 71' Juhár 80' Nagy 82' |

| Káposztás utcai Stadion, Sopron Nézőszám: 4 200 Játékvezető: Hajdó Attila (magyar) |

| 14. forduló 2003. november 15. |

| Zalaegerszegi TE                    | 2 – 3   | Újpest                                        |
| ----------------------------------- | ------- | --------------------------------------------- |
| Gyánó 24' 5' Sabo 90+1' Szamosi 82' | (1 – 2) | Kovács 2' 32' Szélesi 85' Nagy 30' Szanyó 70' |

| ZTE Aréna, Zalaegerszeg Nézőszám: 7 500 Játékvezető: Bede Ferenc (magyar) |

| 15. forduló 2003. november 22. |

| Újpest     | 1 – 1   | Pécsi MFC                                 |
| ---------- | ------- | ----------------------------------------- |
| Kovács 84' | (0 – 1) | Szabados 15' Sketiani 62′, 81′ Márton 90' |

| Megyeri út, Budapest Nézőszám: 2 471 Játékvezető: Hanacsek Attila (magyar) |

| 16. forduló 2003. november 29. |

| Ferencváros                                  | 2 – 1               | Újpest                           |
| -------------------------------------------- | ------------------- | -------------------------------- |
| Tököli 8' 45' Gera 58' Kriston 19' Kapič 39' | (1 – 1) Jegyzőkönyv | Simek 22' Kovács 19' Szélesi 83' |

| Üllői út, Budapest Nézőszám: 11 000 Játékvezető: Dubraviczky Attila (magyar) |

#### Tavaszi fordulók
| 17. forduló 2004. március 24. |

| Újpest                                                                         | 4 – 1   | Győri ETO                                |
| ------------------------------------------------------------------------------ | ------- | ---------------------------------------- |
| Feczesin 11' Tóth 17' Kartelo 37' (öngól) Sándor 90+3' Vanczák 18' Szélesi 80' | (3 – 0) | Priskin 82' Makra 13′, 26′ Nagy 69′, 84′ |

| Megyeri út, Budapest Nézőszám: 1 861 Játékvezető: Megyebíró János (magyar) |

| 18. forduló 2004. március 16. |

| Haladás   | 0 – 2   | Újpest                                    |
| --------- | ------- | ----------------------------------------- |
| Seper 29' | (0 – 1) | Simek 25' Sándor 82' Tóth 18' Vlaszák 62' |

| Rohonci úti stadion, Szombathely Nézőszám: 3 320 Játékvezető: Dubraviczky Attila (magyar) |

| 19. forduló 2004. március 21. |

| Újpest       | 0 – 1   | BFC Siófok           |
| ------------ | ------- | -------------------- |
| Polonkai 73' | (0 – 0) | Györök 83' Virág 31' |

| Megyeri út, Budapest Nézőszám: 2 506 Játékvezető: Sápi Csaba (magyar) |

| 20. forduló 2004. március 27. |

| Videoton             | 0 – 2   | Újpest                                                     |
| -------------------- | ------- | ---------------------------------------------------------- |
| Koller 80' Tudor 89' | (0 – 0) | Feczesin 70' 90' Szélesi 23' Erős 63' Tamási 63' Simek 89' |

| Sóstói Stadion, Székesfehérvár Nézőszám: 2 000 Játékvezető: Kassai Viktor (magyar) |

| 21. forduló 2004. április 3. |

| Újpest                            | 3 – 1   | Előre FC Békéscsaba        |
| --------------------------------- | ------- | -------------------------- |
| Bükszegi 9' Farkas 42' Rajczi 86' | (2 – 0) | Szeverényi 85' Vilotic 70′ |

| Megyeri út, Budapest Nézőszám: 2 284 Játékvezető: Arany Tamás (magyar) |

| 22. forduló 2004. április 7. |

| MTK Hungária | 0 – 1   | Újpest                       |
| ------------ | ------- | ---------------------------- |
| Pusztai 30'  | (0 – 1) | Bükszegi 17' Tamási 22′, 84′ |

| Hidegkuti Nándor Stadion, Budapest Nézőszám: 2 000 Játékvezető: Bede Ferenc (magyar) |

| 23. forduló (rájátszás) 2004. április 11. 14:00 |

| Debreceni VSC                      | 2 – 0               | Újpest                      |
| ---------------------------------- | ------------------- | --------------------------- |
| Vanczák 37' (öngól) Bogdanović 62' | (1 – 0) Jegyzőkönyv | Juhár 3' Simek 14' Nagy 78' |

| Oláh Gábor utcai stadion, Debrecen Nézőszám: 4 000 Játékvezető: Fábián Mihály (magyar) |

| 24. forduló (rájátszás) 2004. április 17. |

| Újpest                     | 1 – 1   | BFC Siófok                           |
| -------------------------- | ------- | ------------------------------------ |
| Feczesin 77' Erős 63′, 81′ | (0 – 0) | Bajevszki 76' Kovács 59' Hegedűs 79' |

| Megyeri út, Budapest Nézőszám: 2 219 Játékvezető: Hanacsek Attila (magyar) |

| 25. forduló (rájátszás) 2004. április 21. |

| Újpest                         | 2 – 1   | FC Sopron                                        |
| ------------------------------ | ------- | ------------------------------------------------ |
| Grósz 11' (öngól) Bükszegi 19' | (2 – 1) | Sifter 24' 45' Fehér 35' Bagoly 67' Lambulić 89' |

| Megyeri út, Budapest Nézőszám: 2 105 Játékvezető: Ábrahám Attila (magyar) |

| 26. forduló (rájátszás) 2004. május 2. |

| Ferencváros           | 0 – 1               | Újpest              |
| --------------------- | ------------------- | ------------------- |
| Takács 81' Tököli 83' | (0 – 0) Jegyzőkönyv | Tóth 72' Farkas 68' |

| Üllői úti stadion, Budapest Nézőszám: 8 000 Játékvezető: Bede Ferenc (magyar) |

| 27. forduló (rájátszás) 2004. május 8. |

| Újpest                                                                  | 5 – 1   | MTK Hungária                                      |
| ----------------------------------------------------------------------- | ------- | ------------------------------------------------- |
| Bükszegi 5' Tóth 35' Rajczi 52' 58' Simek 65' 65' Feczesin 17' Erős 68' | (2 – 0) | Czvitkovics 64' Janjić 27' Torghelle 27' Elek 85' |

| Megyeri út, Budapest Nézőszám: 3 600 Játékvezető: Szabó Zsolt (magyar) |

| 28. forduló (rájátszás) 2004. május 12. 18:00 |

| Újpest                                         | 3 – 0               | Debreceni VSC           |
| ---------------------------------------------- | ------------------- | ----------------------- |
| Tóth 53' 62' Rajczi 90+1' Szélesi 35' Erős 55' | (0 – 0) Jegyzőkönyv | Éger 24' Flávio Pim 32' |

| Szusza Ferenc Stadion, Budapest Nézőszám: 5 000 Játékvezető: Megyebíró János (magyar) |

| 29. forduló (rájátszás) 2004. május 15. |

| BFC Siófok                                  | 0 – 1   | Újpest                                                 |
| ------------------------------------------- | ------- | ------------------------------------------------------ |
| Radics 25' Kovács 38' Kuttor 69' Sallai 84' | (0 – 0) | Tóth 69' Vanczák 39' Bükszegi 60′ Tamási 74' Simek 85' |

| Révész Géza utcai stadion, Siófok Nézőszám: 5 000 Játékvezető: Dubraviczky Attila (magyar) |

| 30. forduló (rájátszás) 2004. május 19. |

| FC Sopron | 1 – 1   | Újpest                           |
| --------- | ------- | -------------------------------- |
| Tóth 76'  | (0 – 0) | Polonkai 83' Farkas 32' Nagy 87' |

| Káposztás utcai Stadion, Sopron Nézőszám: 5 500 Játékvezető: Arany Tamás (magyar) |

| 31. forduló (rájátszás) 2004. május 23. |

| Újpest                                     | 1 – 0               | Ferencváros                         |
| ------------------------------------------ | ------------------- | ----------------------------------- |
| Rajczi 21' Juhár 34' Polonkai 52' Erős 85' | (1 – 0) Jegyzőkönyv | Leandro 29' Gera 33' Botis 67′, 88′ |

| Szusza Ferenc Stadion, Budapest Nézőszám: 10 000 Játékvezető: Edo Trivković (horvát) |

| 32. forduló (rájátszás) 2004. május 27. |

| MTK Hungária                     | 1 – 1   | Újpest              |
| -------------------------------- | ------- | ------------------- |
| Szabó 56' Rednic 32' Pusztai 36' | (0 – 0) | Simek 77' Cseri 86' |

| Puskás Ferenc Stadion, Budapest Nézőszám: 8 000 Játékvezető: Tamovic |

#### Végeredmény (Felsőház)
| # | Csapat          | J  | Gy | D  | V  | Rg | Kg | Gk  | P  | Megjegyzés                              |
| - | --------------- | -- | -- | -- | -- | -- | -- | --- | -- | --------------------------------------- |
| 1 | Ferencvárosi TC | 32 | 16 | 9  | 7  | 44 | 30 | +14 | 57 | Bajnok, 2004-2005-ös BL 2. selejtezőkör |
| 2 | Újpest FC       | 32 | 15 | 11 | 6  | 48 | 29 | +19 | 56 | 2004–2005-ös UEFA-kupa 2. selejtezőkör  |
| 3 | Debreceni VSC   | 32 | 16 | 8  | 8  | 51 | 32 | +19 | 56 | 2004-es Intertotó-kupa                  |
| 4 | BFC Siófok      | 32 | 14 | 8  | 10 | 34 | 24 | +10 | 50 |                                         |
| 5 | Matáv Sopron    | 32 | 13 | 9  | 10 | 53 | 42 | +11 | 48 | 2004-es Intertotó-kupa                  |
| 6 | MTK Budapest    | 32 | 11 | 11 | 10 | 42 | 40 | +2  | 44 |                                         |

#### Eredmények összesítése
Az alábbi táblázatban összesítve szerepelnek az Újpest FC 2003/04-es bajnokságban elért eredményei.
| Ősz/tavasz (forduló)    | Otthon | Otthon | Otthon | Otthon | Otthon | Otthon | Otthon | Idegenben | Idegenben | Idegenben | Idegenben | Idegenben | Idegenben | Idegenben |
| Ősz/tavasz (forduló)    | M      | GY     | D      | V      | LG–KG  | GK     | P      | M         | GY        | D         | V         | LG–KG     | GK        | P         |
| ----------------------- | ------ | ------ | ------ | ------ | ------ | ------ | ------ | --------- | --------- | --------- | --------- | --------- | --------- | --------- |
| Őszi szezon (1–16.)     | 8      | 2      | 4      | 2      | 10–9   | +1     | 10     | 8         | 2         | 4         | 2         | 10–10     | 0         | 10        |
| Tavaszi szezon (17–32.) | 8      | 6      | 1      | 1      | 19–6   | +13    | 19     | 8         | 5         | 2         | 1         | 9–4       | +5        | 17        |
| Összesen (1–32.)        | 16     | 8      | 5      | 3      | 29–15  | +14    | 29     | 16        | 7         | 6         | 3         | 19–14     | +5        | 27        |

## Külső hivatkozások
- Az Újpest FC hivatalos honlapja (magyarul)
- Újpest szurkolói portál